# 塩島駅
塩島駅（えんとうえき）はかつて中華人民共和国遼寧省大連市甘井子区に存在した駅。1911年開業、2000年廃止。瀋陽鉄路局の管轄する5等駅で、瀋大線の駅であった。

## 利用可能な鉄道路線
- 中華人民共和国鉄道部（中国国鉄）
  - 瀋大線

## 歴史
- 1911年 開業。

## 隣の駅
中国国鉄
瀋大線
金州駅 - 塩島駅 - 南関嶺駅